# Jaciment arqueològic del Pla de les Armes
El Jaciment arqueològic del Pla de les Armes és una zona del municipi de Sant Joan les Fonts (Garrotxa) on s'han trobat materials arqueològics i per tant, és un possible jaciment a descobrir i excavar. El jaciment es troba a la muntanya de Mont Ros. Lloc de molt difícil accés perquè es troba al capdamunt dels túnels de Mont Ros per on passa l'A-26.

## Descobriment i història de les intervencions arqueològiques
El descobridor d'aquesta zona va ser Ramón Sala que l'any 1978 va recollir cinc peces de sílex en una prospecció superficial que va fer pel seu compte. Aquestes peces trobades les va considerar del Paleolític mitjà o superior quan les va examinar, ja que un d'aquests fragments era un bifaç i un altre era un nucli amb dos plataformes de percussió, tret característic d'una indústria més complexa, per aquest motiu el jaciment es va catalogar com a jaciment arqueològic paleolític.
No s'han realitzat intervencions de cap mena, només s'ha catalogat la zona com a possible jaciment arqueològic per si algun dia es volgués fer una intervenció. El material esmentat el té el seu descobridor, Ramon Sala, com a particular.
Cronologia: Paleolític